# Gunnar Homann
Gunnar Homann (* 1. November 1964 in Mannheim) ist ein deutscher Journalist, Satiriker und Schriftsteller.

## Leben und Werk
Homann „besitzt ein Diplom der Deutschen Sporthochschule in Köln, von dem er aber nie Gebrauch gemacht hat“. Er ist heute Redakteur der Zeitschrift „Outdoor“. Seit dem Jahr 2000 veröffentlicht er im Satiremagazin „Titanic“.
Gunnar Homann lebt in Esslingen.

## Publikationen
- All Exclusive. Ein Unterwegsroman. DuMont, Köln 2011, ISBN 978-3-8321-9586-1.
- Die letzten Fragen der Menschheit: Mit allen Antworten. carl’s books, München 2012, ISBN 978-3-570-58510-8.
- Sabbatical. Roman. Goldmann, München 2017, ISBN 978-3-442-48615-1.

## Auszeichnungen
- 2017 „Der Große Dinggang“ – Preis für komische Lyrik (Jurypreis)[2]